# Briefe, die ihn nicht erreichten (Novelle)
Briefe, die ihn nicht erreichten ist eine Novelle in Briefen von Elisabeth von Heyking von 1902. Sie gehörte zu den erfolgreichsten Büchern dieser Zeit und erschien in über 100 Auflagen.

## Inhalt
Eine Frau schreibt Briefe an einen deutschen Freund, der in China lebt, wo sie auch eine Zeit lang gewesen war. Sie ist inzwischen in Vancouver, New York und Berlin, erinnert sich aber oft an ihre Erlebnisse in China.
Sie beschreibt ihre Eindrücke von dort, aber auch das rücksichtslose Vorgehen westlicher Kaufleute, die versuchen, mit brutalen Mitteln möglichst viel Gewinn zu machen.
Die Autorin beschreibt auch ihre eigenen Gefühlslagen sowie ihre Wahrnehmungen in New York und Berlin.
Beim Schreiben der Briefe bemerkt sie, dass sie in den Mann, an den sie schreibt, verliebt ist. Sie erfährt aber später, dass er während des Boxeraufstandes 1900 in China ums Leben gekommen war und ihre Briefe nicht mehr erhalten hatte.

## Hintergründe
Elisabeth von Heyking war eine Enkelin der Dichter Bettina und Achim von Arnim. Sie lebte mit ihrem Ehemann als Diplomatengattin seit 1884 in verschiedenen ausländischen Städten, darunter in Peking und New York.
1902 veröffentlichte sie die Briefe, die ihn nicht erreichten, zunächst als Fortsetzungsroman in der Täglichen Rundschau und dann 1903 im Berliner Verlag Gebrüder Paetel in Buchform.
Diese wurden ein großer Erfolg. Im ersten Jahr erschienen 36 Auflagen (mit je etwa 1.000 Exemplaren). Bei Umfragen in deutschsprachigen Bibliotheken waren sie 1903 das zweitgefragteste und 1904 das drittgefragteste Buch überhaupt.
Es erschienen über 100 Auflagen bis 1925, danach weitere Ausgaben bis in die Gegenwart.
Es gab eine Verfilmung 1925, (deren Handlung allerdings um Intrigen und zusätzliche Dramatik ergänzt wurde) und Übersetzungen ins Englische, Französische, Polnische, Tschechische, Ungarische, Lettische und Russische.

## Zitate
Buch
Die Autorin sinniert über die vielen vergeblichen Hoffnungen in einem Leben

„Wir finden uns ja leicht ab mit der großen Verschwendung, die in jeder Sekunde die Natur mit Millionen treibt, die alle des Daseins Möglichkeiten in sich trugen und doch ungelebt zurückschwinden müssen in das Unbekannte, aus dem sie hoffend aufgestiegen. (...)  Ach, das gläubige Hoffen junger Jahre, das allmählich zu zweifelndem Warten wird! Wenn uns zuerst im Leben Unglück und Unrecht betreffen, denken wir, daß sie nur ein vorübergehender Irrtum sind – etwas wie ein Rechenfehler – der gleich korrigiert und richtiggestellt werden wird. Alles in uns erscheint uns so wichtig, so sehr der Entfaltung wert, daß wir den Gedanken unerträglich finden, irgend etwas unserer kostbaren Gaben könne unentwickelt, ungenutzt verkümmern und zugrunde gehen.
(...)  und blicken wir zurück, so sehen wir, wie vieles schon in uns gestorben, noch ehe es leben durfte, verkümmerte Talente, schaffensfreudiges Wollen, Sehnsucht zu lieben, Anlagen und Interessen – alles umsonst in uns gelegt, es sollte sich ja nie entfalten dürfen (...) 

Denn Bitterkeit und Empörung zu Wehmut und Mitleid wandeln – das ist des Lebens Aufgabe, die wir lösen müssen, wollen wir nicht in Verzweiflung enden.“

Rezension
Der Chefredakteur des renommierten Berliner Tageblatts, Theodor Wolff, lobte das Buch 1903

„Die "Briefe, die ihn nicht erreichten" sind gleich köstlich durch ihren Stil wie durch ihren Inhalt, sie enthalten eine Fülle kluger Beobachtungen, origineller und geschliffener Gedanken, und   jeder Satz, jede Zeile liefern den Beweis,  daß die Schreiberin eine der geistreichsten und merkwürdigsten Frauen ist, die in Deutschland seit langem die Feder geführt haben. (...) Wer diese Wahrheiten liest,  fühlt  sich beinahe versucht, ein Bravo, gnädige Frau auf den Rand der Buchseiten zu schreiben.“

## Ausgaben
Deutsche Textausgaben
- Tägliche Rundschau, 1902, Fortsetzungen
- Gebrüder Paetel, Berlin,  1.– 36. Auflage, 1903, 75. 1905,  77.  1906,  96. 1920, 102. 1925 (letzte feststellbare Auflage in diesem Verlag)[4]
- Th. Knaurs Nachf., Berlin 1928
- Heyne, München 1975
- Latka, Bonn 1988

Digitalisate und Onlinetexte
- Briefe, die ihn nicht erreichten Gutenberg
- Briefe, die ihn nicht erreichten Zeno
- Briefe, die ihn nicht erreichten Google